# Stadion Bare
Stadion Bare – wielofunkcyjny stadion w Čitluku, w Bośni i Hercegowinie. Może pomieścić 7000 widzów. Swoje spotkania rozgrywają na nim piłkarze klubu NK Brotnjo.